# Sergio Fintoni
Sergio Fintoni (Firenze, 20 agosto 1944) è un direttore artistico e saggista italiano e collezionista di arte etnica.
Ha lavorato per molti anni nel settore della moda, come imprenditore e consulente per prestigiose aziende italiane ed estere. Per alcuni anni è stato responsabile per le relazioni esterne e marketing del Centro per l'arte contemporanea Luigi Pecci di Prato, una delle maggiori istituzioni italiane del settore.
Ha organizzato mostre in Italia, in 6 capitali asiatiche, Sud America e negli Stati Uniti e ha coordinato la partecipazione all'Expo di Shanghai 2010. È stato membro dei consigli di amministrazione del Centro Moda di Firenze, la holding di Pitti Immagine, e Ent Art Polimoda. 
Ha pubblicato due libri con la casa editrice Franco Angeli.

## Pubblicazioni
- Produrre e distribuire moda. Sourcing e delocalizzazione in un contesto globale: dove, come, con chi (Franco Angeli, 2008) [2]
- No limits. Presente e futuro del fashion marketing (Franco Angeli, 2010)[3]